# Loud Hailer
Albums de Jeff Beck
Emotion & Commotion
(2010)
Loud Hailer est le 17e album studio de Jeff Beck, sorti en 2016 écrit et interprété avec Carmen Vandenberg et Rosie Bones du groupe britannique de rock garage Bones,.

## Liste des morceaux
| No  | Titre                                    | Durée |
| --- | ---------------------------------------- | ----- |
| 1.  | The Revolution Will Be Televised         | 3:53  |
| 2.  | Live in the Dark                         | 3:47  |
| 3.  | Pull It                                  | 2:09  |
| 4.  | Thugs Club                               | 5:15  |
| 5.  | Scared for the Children                  | 6:07  |
| 6.  | Right Now                                | 3:57  |
| 7.  | Shame                                    | 4:40  |
| 8.  | Edna                                     | 1:03  |
| 9.  | The Ballad of the Jersey Wives           | 3:50  |
| 10. | O.I.L. (Can't Get Enough of That Sticky) | 4:41  |
| 11. | Shrine                                   | 5:47  |

## Musiciens
- Jeff Beck : guitare électrique
- Carmen Vandenberg : guitare électrique
- Rosie Bones : chants
- Davide Sollazzi : batterie
- Giovanni Pallotti : guitare basse

## Réception
Dans le magazine Premier Guitar, Jason Shadrick apprécie Loud Hailer comme un des grands albums de Jeff Beck, comparable à Wired, Truth, Blow by Blow ou encore Jeff Beck's Guitar Shop (en).